# Polisulfona
Las polisulfonas son una familia de termoplásticos de alto rendimiento. Estos polímeros son conocidos por su tenacidad y estabilidad a altas temperaturas. Las polisulfonas utilizadas técnicamente contienen una subunidad aril-SO2-arilo. Debido al alto costo de las materias primas y al procesamiento, las polisulfonas se usan en aplicaciones especiales, como su utilización como membrana para el filtrado de ácido láctico en procedimientos quirúrgicos cardíacos con necesidad de circulación extracorpórea. A menudo son un reemplazo superior de los policarbonatos.
Se utilizan industrialmente tres polisulfonas: la polisulfona (PSU), la polietersulfona (PES) y la polifenilenosulfona (PPSU). Se utilizan en el rango de temperatura de -100 a +200 °C, para equipos eléctricos, construcción de vehículos y tecnología médica. Se componen de compuestos aromáticos para-unidos: grupos sulfonilo, éter y -parcialmente- alquilo. Las polisulfonas tienen una excelente resistencia al calor, a la oxidación, a la hidrólisis, a medios acuosos y alcalinos, y buenas propiedades eléctricas.